# 哥林多后书第1章

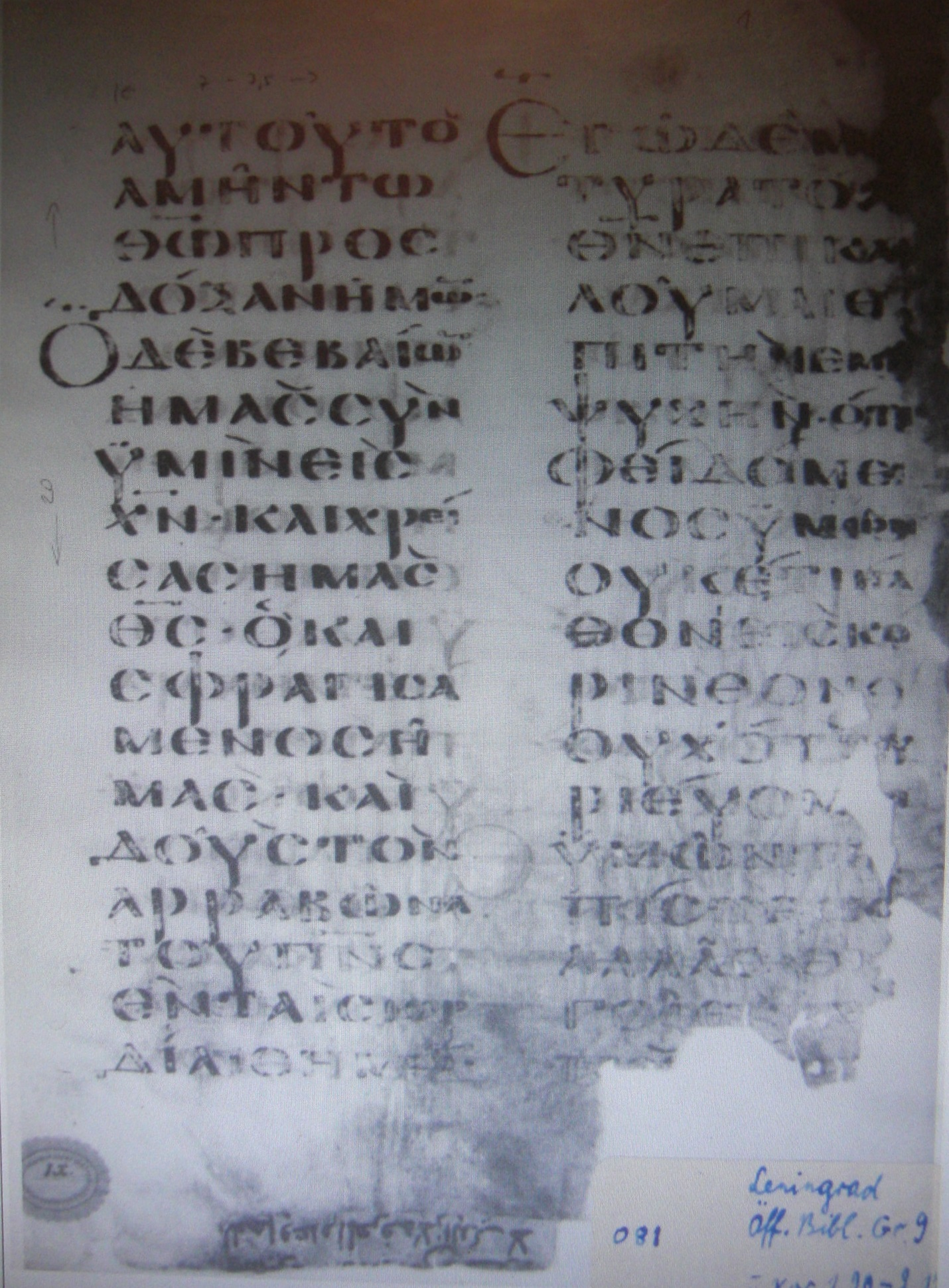
哥林多后书1章

哥林多后书1章是保罗写给哥林多教会的《哥林多后书》的第一章，属于引言部分。
此前，在保罗写给哥林多教会的《哥林多前书》中，在许多方面进行了严厉的责备。听说哥林多信徒悔改的消息，于是保罗在马其顿写下《哥林多后书》。
在3-11节，保罗反复说到“神的安慰”。并表达了“苦难对信徒有益”的思想：“祂在我们一切的患难中安慰我们，叫我们能用自己从神所受的安慰，安慰那些在各样患难中的人。因为基督的苦难怎样满溢到我们身上，照样我们所受的安慰，也藉着基督而洋溢。我们或是受患难，是为了你们受安慰，得拯救；或是受安慰，也是为了你们受安慰；这安慰叫你们能忍受我们所受的同样苦难。”
12-14节，保罗根据自己良心的见证，夸耀他是“凭着神的单纯和纯诚，在世为人”。然后解释自己的行程安排并非靠“肉体的智慧”，而是“靠神的恩典”。而耽延未去的原因，是因为宽容的缘故，而不是自己反覆不定。